# Maison forte de Reignac
La maison forte de Reignac est un château situé sur la commune de Tursac en Dordogne, et demeure le dernier exemple intact de château-falaise en France.
Elle fait l'objet d'une protection au titre des monuments historiques.

## Localisation
La maison forte de Reignac est située dans le quart sud-est du département de la Dordogne, en Périgord noir, sur la commune de Tursac, à un kilomètre et demi au nord du bourg. Elle est implantée à flanc de falaise, sur la rive gauche de la Vézère, le long de la route départementale 706.

## Histoire

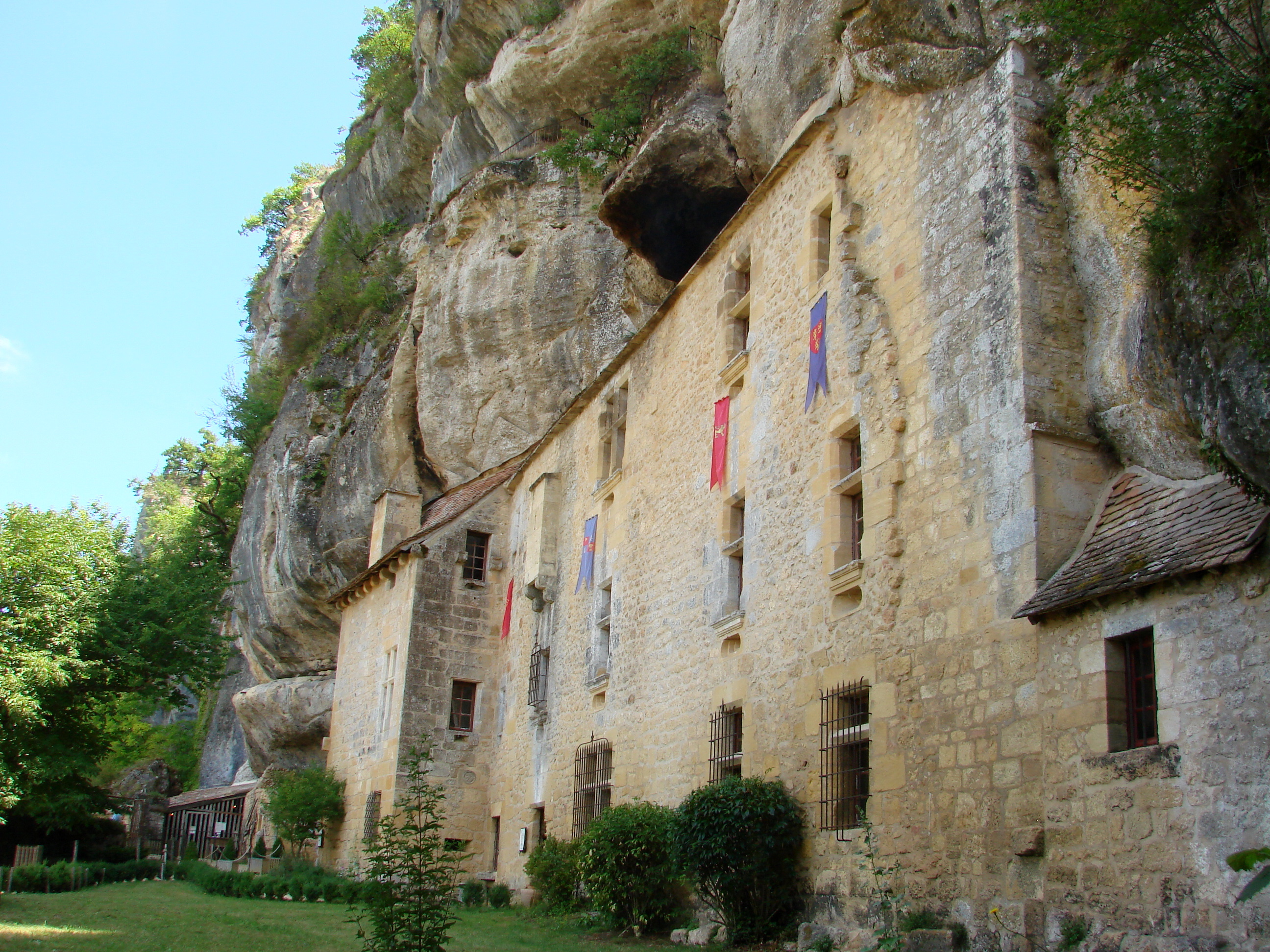
La maison forte de Reignac.

Comme de nombreux sites de la vallée de la Vézère, le site de la falaise de Reignac a été occupé à l'époque préhistorique. Les premières fouilles en 1952 ont mis au jour un gisement important de silex taillés datant de l'époque Magdalénienne. Des hommes appelés « Cro-Magnons » se sont établis sous ces abris en y laissant de nombreuses traces ».
Les premiers habitats troglodytiques construits datent du Xe siècle.
La maison forte date du XIVe siècle. Plus précisément, sa façade est du XIVe siècle, tandis que l’ouverture des fenêtres remonte à 1508.
Sur le site de la maison forte de Reignac, on peut lire (l'orthographe est ici corrigée) :
« La maison forte de Reignac n’est pas seulement un puissant repaire accroché à flanc de falaise, mais le centre d’un domaine où le seigneur des lieux vit entouré de sa famille et de ses gens de maison. Il exerce son pouvoir et juge sur ses terres les délits mineurs. Le droit de haute et basse justice était exercé par le seigneur de la cité troglodytique de La Roque-Saint-Christophe (à deux kilomètres). Jaquemet de Reignac en sera le seigneur le plus cruel.
Les fortifications sont suffisantes pour résister aux coups de main de bandes de brigands, pillards, preneurs d’otages, écorcheurs, mais ne sauraient tenir tête longtemps à une véritable armée, bien que l’attaque ne puisse être que frontale, de plus sa situation si particulière en hauteur et abritée sous falaise lui assure avec ses douze bouches à feu, sa bretèche et ses assommoirs, une puissance de tir redoutable.
Les grottes supérieures à 40 mètres de haut constituaient un refuge jamais attaqué. [...]
Au début du XVIe siècle, les premières armes à feu font leur apparition sans toutefois remplacer l’arc, l’arbalète et les pierres de jet qui sont toujours très utilisés. L’arquebuse, le mousquet et l’escopette font progressivement et timidement leur apparition dans la panoplie guerrière. En cas d’attaque, chaque homme, femme, enfant, habitant Reignac connaît le poste qui lui est attribué ; muni de son arme, il doit défendre sa position.
En juin 1915, le comte Alphonse Claret de Fleurieu fait installer les peintres japonais Foujita et Kawashima dans la maison forte puis, au départ de Kawashima à l'automne suivant, accueille Foujita dans son château de Marzac que le peintre va quitter en février 1916.
Ses façades et toitures sont inscrites au titre des monuments historiques le 16 octobre 1964.

## Folklore et légendes
Jaquemet de Reignac aurait une grande part d'ombre, on le surnomme « bouc de Reignac » en raison de sa cruauté. Eugène Le Roy dans son Jacquou le Croquant y fait allusion,. Aujourd'hui, le lieu est réputé hanté et attire l'attention des médias ou des amateurs du paranormal,.

## Tourisme
La maison forte est ouverte au public depuis 2006.
En plus des intérieurs et expositions préhistoriques, le propriétaire a fait l'acquisition d'instruments de torture qui sont présentés lors de la visite,.
La maison forte est ouverte à la visite de février à novembre et pendant les vacances de Noël.
En 2022, le site a attiré 65 000 visiteurs.